# بروس حنا
بروس حنا هو سياسي أمريكي، ولد في 1 أبريل 1960 في روزبيرغ في الولايات المتحدة. نشط حزبياً في الحزب الجمهوري. وقد انتخب عضو مجلس نواب أوريغون ‏.